# Pritxtovski
Pritxtovski - Причтовский (rus) és un khútor de la República d'Adiguèsia, a Rússia. Es troba a la vora esquerra del Bélaia, afluent del riu Kuban. És a 3 km a l'est de `Tulski i a 10 km al sud de Maikop.
Pertany al possiólok de Sovkhozni.